# Vellozia streptophylla
Vellozia streptophylla är en enhjärtbladig växtart som beskrevs av Lyman Bradford Smith. Vellozia streptophylla ingår i släktet Vellozia och familjen Velloziaceae. Inga underarter finns listade.